# Sachsenhausen (Thuringe)
Sachsenhausen est une ancienne municipalité allemande du land de Thuringe, dans l’arrondissement du Pays-de-Weimar, au centre de l’Allemagne.